# Шаровка (Кировоградская область)
Ша́ровка (укр. Шарівка) — село в Новопражской поселковой общине Александрийского района Кировоградской области Украины.
Население по переписи 2001 года составляло 752 человека. Почтовый индекс — 28044. Телефонный код — 5235. Код КОАТУУ — 3520387301.